# Jinju Citizen FC
Jinju Citizen FC ist ein Fußballfranchise aus der Stadt Jinju in Südkorea. Der Verein spielt aktuell in der K4 League, der vierthöchsten Spielklasse Südkoreas.

## Geschichte

### Gründung (2019)
Im Verlauf des Jahres 2019 gab die Stadtverwaltung von Jinju bekannt, dass man bis Ende des Jahres ein Fußballverein gründen möchte, der an der neuen Halbprofiliga teilnehmen soll. Als erster Trainer des Vereins wurde Choi Cheong-il vorgestellt. Die offizielle Vereinsgründung erfolgte ein Tag vor Weihnachten im Jinju-Stadion. Das Trainerteam nahm Anfang Dezember die Arbeit für die Kaderplanung auf.

### Gegenwart
In ihrer Premierenspielzeit erreichten sie auf Anhieb den 3. Tabellenplatz und verpassten zugleich nur denkbar knapp mit einem Punkt weniger den 2. Tabellenplatz und damit den direkten Aufstieg. Dank dem 3. Tabellenplatz, qualifizierten sie sich für die Play-off-Spiele um die K3 League 2021. Im Play-off-Spiel traten sie zuhause gegen den FC Pocheon an, der sich aber freiwillig aus den Play-off-Spielen zurückzog, weshalb das Team von Choi Cheong-il sich automatisch für die Relegationsspiele qualifizierte. In den Relegationsspielen traten sie gegen den Drittletztplatzierten der K3 League den Gyeongju Citizen FC an. Das Spiel endete mit 2:2, da allerdings Gyeongju Citizen FC das Heimrecht besaß, galt die Relegation automatisch für Jinju Citizen FC als verloren, weshalb sie den Aufstieg in die K3 League verpassten. In der darauffolgenden Saison wurde der Aufstieg als Saisonziel ausgegeben. Der Verein spielte die gesamte Spielzeit über um die Play-off-Spiele, am Ende der Spielzeit verpassten sie diesen um nur Einen Punkt, sodass sie mit Platz fünf die reguläre Spielzeit beenden mussten. Auch die Pokalspielzeit verlief sehr enttäuschend. In der 1. Hauptrunde des Korean FA Cups trafen sie auf den Drittligisten Yangju Citizen FC, gegen welchen das Spiel knapp mit 3:4 im Elfmeterschießen verloren ging. Da Choi Cheong-il die Saisonziele des Vereins nicht erreichen konnte, wurde der Vertrag mit ihm nicht verlängert, weshalb er den Verein Ende 2021 verlassen musste. Sein Nachfolger wurde Lee Chang-yeob.

## Historie-Übersicht
| Saison | Liga      | Kl. | Vereine | Spiele | Pl. | S  | U | N | Tore  | Pkt. | KFA Cup            | Play-off           | Trainer        |
| ------ | --------- | --- | ------- | ------ | --- | -- | - | - | ----- | ---- | ------------------ | ------------------ | -------------- |
| 2020   | K4 League | 4   | 13      | 24     | 3.  | 15 | 5 | 4 | 37:36 | 39   | Nicht teilgenommen | Relegation         | Choi Cheong-il |
| 2021   | K4 League | 4   | 16      | 30     | 5.  | 16 | 8 | 6 | 57:28 | 56   | 1. Hauptrunde      | Nicht qualifiziert | Choi Cheong-il |
| 2022   | K4 League | 4   | 18      | 34     |     |    |   |   | -:-   |      | 1. Hauptrunde      |                    | Lee Chang-yeob |

## Stadion
Der Verein trägt seine Heimspiele im Jinju-Stadion, dessen Eigentümer die Stadtverwaltung Jinju ist, aus.